# Bumyrsjön
Bumyrsjön är en sjö i Örnsköldsviks kommun i Ångermanland och ingår i Husån-Gideälvens kustområde. Sjön har en area på 0,0765 kvadratkilometer och ligger 68 meter över havet. Sjön avvattnas av vattendraget Dombäcksbäcken.

## Delavrinningsområde
Bumyrsjön ingår i det delavrinningsområde (703663-166429) som SMHI kallar för Inloppet i Dombäcksmarkssjön. Medelhöjden är 66 meter över havet och ytan är 8,15 kvadratkilometer. Det finns inga avrinningsområden uppströms utan avrinningsområdet är högsta punkten. Avrinningsområdets utflöde Dombäcksbäcken mynnar i havet. Avrinningsområdet består mestadels av skog (86 procent). Avrinningsområdet har 0,08 kvadratkilometer vattenytor vilket ger det en sjöprocent på 1 procent.